# Джиннази, Доменико
Доме́нико Джинна́зи (итал. Domenico Ginnasi, лат. Domenicus Ginnasius; 19 июня 1550, Кастель-Болоньезе, Папское государство — 12 марта 1639, Рим, Папское государство) — итальянский куриальный кардинал и церковный сановник. Архиепископ-митрополит Манфредонии. Апостольский нунций в Великом герцогстве Тоскана и Королевстве Испания. Камерленго Святой Римской Церкви. Декан Коллегии кардиналов. Губернатор Веллетри.

## Биография

### Образование и начало служения
Родился 19 июня 1550 года в семье Франческо Джиннази и Катерины, урождённой Паллантьери. Точное место рождения Доменико Джиннази не известно; по одной из версий, он родился в Кастель-Болоньезе, близ Равенны, по другой — в родовом поместье Казалеккьо-ди-Рено, близ Болоньи. Отец будущего кардинала был известным хирургом и преподавателем Болонского университета, которого папа Пий IV пригласил в Рим на место личного врача понтифика и предоставил ему кафедру медицины в университете Сапиенца.
В 1572 году Джиннази защитил степень доктора обоих прав в Болонском университете, где изучал право, богословие и медицину. Переехав в Рим, он сблизился с влиятельными лицами из Коллегии кардиналов. Время его рукоположения в священники неизвестно. Определенно можно утверждать, что это произошло при папе Григории XIII, в правление которого Джиннази стали поручать дела, не относившиеся к компетенции мирян. В 1578 году он получил место референдария обеих Сигнатур. В 1585 году ему была предоставлена Сигнатура правосудия. Затем Джиннази получил назначение на место заместителя папского легата Болоньи, но не был утверждён в должности болонским сенатом. В феврале 1586 года папа Сикст V назначил его заместителем папского легата Мариттимы и Кампаньи — провинции Папского государства, где в то время хозяйничали банды разбойников.

### Архиепископ
17 декабря 1586 года папа Сискт V номинировал Джиннази архиепископом на кафедру Манфредонии. 28 декабря того же года он был рукоположен в архиерейский сан. Его хиротонию в Сикстинской капелле возглавил кардинал Дечио Аццолини, которому сослужили Джулио Риччи, епископ Терамо и Винченцо Казали, епископ Масса-Мариттимы. В своём диоцезе Джиннази строго следил за исполнением постановлений Тридентского собора и окончательно упразднил византийский обряд, практиковавшийся в церквях Сипонто. В 1588 и 1592 годах он провёл епархиальные синоды в Сипонто и Манфредонии. За время управления епархией основал духовную семинарию и женский монастырь, расширил архиерейский дворец, восстановил собор, благоустроил святилище Михаила Архангела на горе Гаргано и открыл ломбард для помощи бедным.

### Нунций
В феврале 1595 года папа Климент VIII предложил ему должность вице-губернатора Фермо при племяннике папы Пьетро Альдобрандини. Джиннази занимал это место с 18 февраля 1595 по июнь 1596 года. С того времени у него сложились дружеские отношения с кардиналом Альдобрандини. Джиннази отказался от предложения понтифика занять место генерального казначея Апостольской палаты и апостольского нунция в Речи Посполитой. Причиной отказа он назвал своё слабое здоровье, делавшее невозможным длительные путешествия. Другой причиной было нежелание Джиннази заниматься финансовыми вопросами. 11 августа 1598 года он был назначен апостольским нунцием в Тоскану и несколько месяцев провёл во Флоренции. За это время ему удалось урегулировать вопрос, связанный с водотоками Валь-ди-Кьяны, одна часть которых находилась на территории Папского государства, другая — на территории Великого герцогства. В статусе апостольского визитатора им также были проинспектированы некоторые тосканские санктуарии и монастыри, в том числе скит камальдулов.
В марте 1599 года кандидатура Джиннази рассматривалась на место губернатора Рима, но в январе 1600 года папа Климент VIII отправил его апостольским нунцием в Испанию. Официальное назначение состоялось  5 февраля, а в Испанию он прибыл 24 марта 1600 года. Главной целью Джиннази при дворе в Мадриде была защита интересов Папского государства в итальянских владениях Габсбургов — Миланском герцогстве, Сицилийском и Неаполитанском королевствах. Большое внимание он также уделял церковной реформе в духе постановлений Тридентского собора. Джиннази способствовал улучшению отношений между иезуитами и доминиканцами, возникшими из-за богословского спора, разрешением которого занималась специальная Конгрегация помощи. Содействовал усилению контроля Святого Престола над испанской поместной церковью. На дипломатическом фронте нунций следил за недопущением открытого противостояния между Испанией и Францией и выступал посредником между двором в Мадриде и папской курией. Как генеральный коллектор, он занимался изъятием и передачей Апостольской палате имущества и доходов, принадлежавших умершим прелатам.

### Кардинал
9 июня 1604 года Джиннази получил кардинальскую шапку от папы Климента VIII, однако не участвовал на конклаве после смерти понтифика в марте 1605 года, так как всё ещё находился в Мадриде. На том конклаве, избравшим папой Льва IX, он был одним из кандидатов. В 1606 году, уже при новом папе Павле V, избранном на конклаве в мае 1605 года, Джиннази получил титул кардинала-пресвитера с титулярной церковью Сан-Панкрацио, а затем кардинала-пресвитера с титулярной церковью Додичи-Апостоли, из-за чего ему пришлось отказаться от архиепархии Манфредонии, управление над которой он передал племяннику, Аннибале Серуги.
Оставив дипломатическую службу, Джиннази окончательно обосновался в Риме. В переписке с кардиналом Альдобрандини, находившимся в Равенне, он сообщал о ситуации в папской курии и положении в Испании. Его мнение о делах при дворе в Мадриде пользовалось уважением у других кардиналов. Около 1608 года Джиннази участвовал в нескольких собраниях Академии здравомыслящих, основанной и возглавляемой кардиналом Джованни Баттиста Дети. В 1613 году он основал женский монастырь в Кастель-Болоньезе. На конклаве 1621 года действовал в ряду сторонников кардинала Альдобрандини. Во время понтификата нового папы Григория XV с ним часто советовались по многим важным вопросам. Джиннази участвовал в обсуждении передачи Папскому государству герцогства Урбино и возвращения из Лондона в Рим архиепископа Марка Антония де Доминиса. В 1618—1619 году он исполнял обязанности Камерленго Священной Коллегии кардиналов. В 1621—1623 годах служил префектом Конгрегации по делам епископов.
На конклаве 1623 года кандидатура Джиннази была отклонена из-за обвинений в скупости и чрезмерной строгости. При новом папе Урбане VIII 16 сентября 1624 года он занял место кардинала-протопресвитера с титулом церкви Сан-Лоренцо-ин-Лучина. 2 марта 1626 года с титулом кардинала-епископа возглавил субурбикарную епархию Палестрины. Джиннази редко посещал свою епархию. Соборному храму в Палестрине им была подарена церковная утварь, а также подана щедрая милостыня местным беднякам. 2 августа 1629 года он перешёл на кафедру субурбикарной епархии Порто и Сан-Руфины, заняв место заместителя Декана Коллегии кардиналов. 30 июля 1630 года был назначен кардиналом-епископом Остии и Веллетри и Деканом Коллегии кардиналов. Одновременно с этим Джиннази занял пост губернатора Веллетри.
В Остии им была восстановлена церковь Святого Себастьяна и построена больница для местных крестьян. В соборе Веллетри он обустроил капеллу для местного Братства помощи страждущим. Картины для капеллы были заказаны его племяннице Катерине Джиннази. Он также подарил собору бюст святого Климента с мощами и орган. Джиннази погасил все долги Веллетри и учредил в городе зернохранилище — Гору изобилия, зерно из которого раздавали местным беднякам. В 1633 году в поминальный ораторий в Веллетри из церкви Святых Космы и Дамиана в Риме по его приказу перевезли образ Богоматери с младенцем и двумя ангелами кисти Джентиле да Фабриано, созданный живописцем в 1426—1427 году.

### Поздние годы
В поздние годы в Риме Джиннази был одним из самых влиятельных кардиналов. Участвовал в работе Конгрегации доброго правления, собраниях кардиналов, епископов и монашествующих, работе Фабрики Святого Петра. Он был дружен с основателем пиаристов, святым Иосифом де Каласансом. Стал протектором Ордена отцов счастливой смерти святого Камилла де Леллиса, с которым также имел дружеское общение. Покровительствовал композитору Джованни Франческо Анерьо. В своём дворце на улице Боттеге-Оскуре им была устроена домовая церковь Святой Люции, монастырь Тела Господня для кармелиток и интернат для обучения восьми достойных кандидатов в священники из Кастель-Болоньезе. В это же время Джиннази были написаны и изданы комментарии к Книге псалмов. Его комментарии к Пятикнижию остались не завершёнными.
Доменико Джиннази, страдавший в последние годы жизни от подагры, умер в Риме 12 марта 1639 года. Заупокойные службы по нему прошли в церкви Санта-Мария-сопра-Минерва в Риме, храмах Веллетри и Кастель-Болоньезе. Личное имущество он завещал племянникам, в частности племяннице Катерине Джиннази. Кардинал также оставил значительные средства для основанных им благотворительных учреждений. Его похоронили в церкви Санта-Лючия-алле-Боттеге-Оскуре. Посмертный бюст и надгробный памятник кардиналу работы Джулиано Финелли ныне хранится в собраниях Галереи Боргезе.